# Gmina Mark
Gmina Mark (szw. Marks kommun) – gmina w Szwecji, w regionie Västra Götaland, z siedzibą w Kinna.
Pod względem zaludnienia Mark jest 226. gminą w Szwecji. Zamieszkuje ją 9636 osób, z czego 50,02% to kobiety (4820) i 49,98% to mężczyźni (4816). W gminie zameldowanych jest 632 cudzoziemców. Na każdy kilometr kwadratowy przypada 18,52 mieszkańca. Pod względem wielkości gmina zajmuje 171. miejsce.